# Le Mystère Parasuram
Pour plus de détails, voir Fiche technique et Distribution.
Le Mystère Parasuram est un téléfilm français réalisé par Michel Sibra et diffusé en 2000.

## Synopsis
Marie Chapsky est devenue maire d'une petite cité normande, La Bonneville, grâce à sa jeunesse et à la désaffection des électeurs de l'ancien maire. Jeune femme heureuse, elle gère les affaires municipales au mieux des intérêts de tous, sans étiquette politique reconnue, mais large d'esprit. Un jour, son beau-père, chef de gare, lui amène un jeune noir, à la langue si étrange qu'elle en est incompréhensible. N'écoutant que la voix de son cœur, Marie décide d'accueillir l'étranger, en situation irrégulière, et le met en pension dans le monastère voisin. Les adversaires politiques de la jeune élue n'attendaient qu'une occasion pareille. Les langues se déchaînent. Gustave Vaicia, l'ancien maire, commence à effeuiller le thème rebattu de la dite «préférence nationale». Quant aux immigrés en situation régulière, ils pestent contre l'arrivée de l'intrus...

## Fiche technique
Sauf indication contraire, les informations mentionnées dans cette section peuvent être confirmées par la base de données cinématographiques IMDb,  présente dans la section « Liens externes ».
- Réalisation et Scénario : Michel Sibra
- Dialogues : Gérard Torikian et Michel Sibra
- Décors : François Chauvaud
- Costumes : Christiane Castandet et Catherine d'Halluin
- Photographie : Paul Bonis
- Montage : Élisabeth Couque et Julie Verdoux
- Musique : Gérard Torikian
- Société de production : DEMD Productions et France 2
- Pays d'origine : France
- Genre : Comédie dramatique
- Durée : 90 minutes

## Distribution
- Virginie Lemoine : Marie Chapsky
- Alain Doutey : Gustave Vaicia
- Patrick Fierry : Pierre Leduc
- Pierre Maguelon : Vincent Leduc
- Kamal Kant Panwar : Parasuram
- Jenny Clève : Germaine Leduc
- Patrick Raynal : Le Sous-Préfet Morillon
- Cédric Chevalme : Le Lieutenant Maillard
- Antonin Lebas-Joly : David Leduc
- Sébastien Cotterot : Félix
- Bernard Farcy : Hibert Dupire
- Mélanie Doutey : La coiffeuse
- Jean-Claude Deret

## Figuration
- Renaud Courbo : dans le rôle d'un des élèves
- Arnaud Lefebvre : dans son propre rôle
- Arnaud Renner : dans le rôle du lanceur de cailloux

## Commentaires
Ce téléfilm a été principalement tourné à Chambly, dans le département de l'Oise. Pour l'occasion, elle a été rebaptisée "La Bonneville", la municipalité, les commerçants, les associations et de nombreux habitants de la commune se sont prêtés au jeu, en mettant à disposition leurs locaux et commerces ou encore comme figurants.